# FK Sirijus Klaipėda
Der Futbolo Klubas Sirijus war ein litauischer Fußballverein aus Klaipėda.

## Geschichte
Der Verein wurde 1973 als Syrius gegründet.
Sirijus wurde im Herbst 1995 aufgelöst.

## Erfolge
- Litauische Meisterschaft
  - Meister (1): 1990

- Litauischer Pokal
  - Sieger (2): 1988, 1990
  - Zweiter (1): 1993

## Bekannte ehemalige Spieler
- Audrius Žuta, 1990–1991, 1993
- Saulius Atmanavičius, 1990
- Arūnas Mika, 1992–1993
- Viktoras Olšanskis, 1992–1993
- Marius Poškus, 1991–1992, 1994
- Tomas Ražanauskas, 1994
- Edgaras Tumasonis, 1992–1993
- Raimundas Vainoras, 1992

## Trainer
- Šenderis Giršovičius, 1988–1992